# محمد میلود
محمد میلود (انگلیسی: Mohamed Miloud؛ زادهٔ ۱۹۳۵) وزنه‌بردار اهل مراکش است. وی در بازی‌های المپیک تابستانی ۱۹۶۰ شرکت کرده‌است.